# Chu-Lin
Chu-Lin (Madrid; 4 de septiembre de 1982-Ib.; 30 de abril de 1996), a veces escrito Chulín, fue la primera cría de oso panda que nació en cautividad en Europa.

## Historia
Nació en Madrid en 1982 y vivió trece años. A su madre —llamada Shao-Shao— la trajeron los reyes Juan Carlos I y Sofía de su primera visita oficial a la República Popular China. Su padre fue un panda del zoológico de Londres, del cual se extrajo el semen para la inseminación artificial. 
Chu-Lin vivió toda su vida en el parque zoológico de Madrid y en su momento fue el animal más famoso de España disputando amigablemente el título con Copito de Nieve, el gorila blanco del zoológico de Barcelona, otra gran exclusividad animal que vivió en España en los años 1980. Se estimó el valor del panda madrileño en 200 millones de pesetas, algo más de 1,2 millones de euros.
Por su especial significación su nacimiento fue celebrado en todo el mundo y los cuidados que se le dispensaron durante toda su vida fueron igual de excepcionales. Sin embargo, pronto se descubrió que no era un animal fuerte: al poco de cumplir tres años, se comprobó que el animal había perdido el apetito. La pérdida de peso, una debilidad extrema y enormes ganas de beber, auspiciaban una enfermedad renal o diabetes. Se transportó al animal en ambulancia y con escolta policial a la cercana Clínica Rúber para realizarle un escáner. No se le encontró nada.
Finalmente, el prestigioso veterinario británico David Taylor, contratado para emitir un diagnóstico aventuró que podía tratarse de una extraña variedad de diabetes, la insípida, enfermedad de la glándula pituitaria, próxima al cerebro. Con un tratamiento adecuado, Chu-Lin se sobrepuso y no volvió a presentar los alarmantes síntomas.
Shao-Shao murió en septiembre de 1983 víctima de una enfermedad intestinal relativamente frecuente en su especie, mientras que Chang-Chang, su padre adoptivo, sufrió un accidente fatal de apoplejía en diciembre de 1995. Al año siguiente, en primavera, Chu-Lin volvió a caer enfermo, falleciendo de una prostatitis.
Desde 2016, su cuerpo disecado está expuesto en la sección Biodiversidad del Museo Nacional de Ciencias Naturales, junto al de su madre Shao-Shao.
El nacimiento del animal tuvo un tan positivo recibimiento por la sociedad española, que incluso se le dedicó una canción, La canción del panda, interpretada por el dúo infantil Enrique y Ana en 1982.